# Шёттль, Винценц
Винценц Шёттль (нем. Vinzenz Schöttl; 30 июня 1905, Апперсдорф, Германская империя — 28 мая 1946, Ландсбергская тюрьма) — оберштурмфюрер СС, шуцхафтлагерфюрер концлагеря Аушвиц III Моновиц.

## Биография
Винценц Шёттль родился 30 июня 1905 года. По профессии был сотрудником бюро. 1 января 1931 года был зачислен в ряды Общих СС (№ 5630). 1 февраля 1931 года вступил в НСДАП (билет № 104083). В январе 1933 года был принят в охрану концлагеря Дахау. В июле 1937 года стал директором учреждения для бездомных. В 1938 году ему было присвоено звание унтерштурмфюрера СС.
Весной 1940 года служил в Люблине. В июне 1940 года был переведён в охрану концлагеря Ноейнгамме. С декабря 1943 по январь 1945 года был шуцхафтлагерфюрером в концлагере Моновиц. С 3 февраля по 16 апреля 1945 года был заместителем коменданта лагерного комплекса Кауферинг. После расформирования лагеря присоединился к 5-й танковой дивизии СС «Викинг» и в Бад-Айблинге был взят в плен американскими войсками.
15 ноября 1945 года на главном процессе по делу о преступлениях в концлагере Дахау ему были предъявлены обвинения в военных преступлениях американским военным трибуналом. 13 декабря 1945 года был приговорён к смертной казни через повешение. При вынесении приговора была принята во внимание особая жестокость, в частности избиение заключенных подсудимым и совершённые им убийства. 28 мая 1946 года приговор был приведён в исполнение в Ландсбергской тюрьме.